# Stradivari La Cathédrale
Lo Stradivari La Cathédrale del 1707 è un antico violino fabbricato dal liutaio italiano Antonio Stradivari di Cremona (1644-1736).

## Storia
L'Associated Press ha riportato che lo strumento fu soprannominato La Cathédrale per la "maestosità del suono". Ha ottenuto un record di $483.000 all'asta Sotheby's nel 1984, il prezzo più alto di qualsiasi altro strumento musicale venduto all'asta, fino a quando lo Stradivari Colossus fu acquistato da Luigi Alberto Bianchi per $726.000 nel 1987.
Nigel Kennedy suonò La Cathédrale all'inizio della sua carriera, ma in seguito acquistò il Lafont, uno strumento realizzato da Guarneri del Gesù. Per un certo periodo La Cathédrale fece parte della Collezione Mandell; violini antichi di questa collezione sono stati prestati a giovani studenti. Nel 2014 il Los Angeles Times ha riferito che i Mandell avevano venduto La Cathédrale per raccogliere fondi per l'acquisto di strumenti aggiuntivi per gli Artisti Mandell. Prima che i Mandell vendessero lo strumento, La Cathédrale fu prestato a Tamaki Kawakubo, che vinse il Concorso Internazionale Čajkovskij nel 2002.